# كريستيان دانيلسون
كريستيان دانيلسون هو مصور سويدي، ولد في 1966.
كريستيان دانيلسون الملقب كريس دانيلز مصور ولد عام 1966 في السويد، بدأ كريس حياته المهنية في وقت مبكر بمهام مستقلة للصحف المحلية وتعلم التصوير من الأساتذة المحيطين به في السويد، أنتجت بلدة يستاد الصغيرة حيث نشأ مجموعة من الفنانين الآخرين: أندرس غلينمارك (مؤلف أغاني ومنتج) وبوس لاسون (مصور بورتريه) وبا يورجينسن (مصور طعام وشيف) وإرنست هوغو يريغارد (ممثل) وليك لي (مغني وكاتب أغاني) ومايكل ساكسيل (مؤلف أغاني وفنان ومنتج).
قبل بلوغه سن العشرين حصل على عضوية كاملة (وتم الاعتراف به كمصور فوتوغرافي رئيسي) في جمعية المصورين السويدية المرموقة، كما شغل منصب محكم في العديد من مسابقات التصوير وفاز أيضًا بالعديد من الجوائز عن صوره للأشخاص، كان كريس محاضرًا منتظمًا في السويد.
جنبا إلى جنب مع الزميل والمحرر إربان توماس قاما بسلسلة من المقالات بشأن الظروف السيئة في المجتمع السويدي الثري في أواخر الثمانينيات، جذبت القصص والصور الكثير من الاهتمام واضطر المجتمع إلى إجراء تغييرات كبيرة.
بعد سنوات التصوير الصحفي في الثمانينيات وأوائل التسعينيات، انتقل كريس إلى التصوير التجاري والإعلاني، ومعظمه من التصوير المعماري وتصوير الممتلكات، تم نشر صور كريس في الصحف والمجلات والكتب في جميع أنحاء العالم، يعيش كريس منذ عام 2008 ويعمل كمصور ومصمم ويب في نيوزيلندا.